# سیگرید والدیس
سیگرید والدیس (انگلیسی: Sigrid Valdis؛ ۲۱ سپتامبر ۱۹۳۵ – ۱۴ اکتبر ۲۰۰۷) یک هنرپیشه اهل ایالات متحده آمریکا بود. وی بین سال‌های ۱۹۵۷ تا ۱۹۷۰ میلادی فعالیت می‌کرد.
از فیلم‌ها یا مجموعه‌های تلویزیونی که وی در آن‌ها نقش داشته است می‌توان به غرب وحشی وحشی اشاره نمود.